# ラシアンゴールド
ラシアンゴールド（欧字名:Russian Gold、1988年4月20日 - 2018年6月18日）は、日本の競走馬、種牡馬。主な勝ち鞍に1992年のフェブラリーハンデキャップ、帝王賞。

## 競走馬時代
1990年12月8日、中山競馬場の3歳新馬（ダート1200ｍ）でデビュー。3馬身差の快勝でデビュー勝ちを決める。距離延長となった2戦目の4歳500万下は3着。さらに、次走を2着とし、4戦目の4歳500万下を1.3倍の断然人気に応え勝利する。初芝となった青葉賞は7着に敗れる。その後、駒草賞は14着と惨敗に終わった。夏は休養に充て4か月後、茨城新聞杯は5着。その後も勝てない2戦続き、再びダートに戻した4歳上900万下を6馬身差の圧勝。3勝目を飾った。次走、格上挑戦で挑んだウインターステークスはナリタハヤブサ、マンジュデンカブトに続く3着と好走する。
5歳になり、自己条件の金蹄ステークスを勝利し、オープン昇級を決める。10番人気で挑んだフェブラリーハンデキャップは中団で脚を溜めると上り最速の脚で前を捕らえて1着。重賞初制覇を飾った。また、鞍上の蛯名正義にとっても初重賞制覇となった。上位3頭はウインターステークスの上位3頭で決まっている。続く京葉ステークスは好位から抜け出して完勝。3連勝を決める。その後、ナリタハヤブサ、マンジュデンカブトとともに中央代表として挑んだ帝王賞は先行し、スルガスペインを交わして先頭に立つと、猛追するナリタハヤブサと並んでゴール。結果、1着同着優勝を達成した。5連勝を狙ったタイムス杯は別定59㎏で挑み3着に敗れる。次走、全国交流競走のブリーダーズゴールドカップも1番人気で挑むが3着に敗戦。その後、屈腱炎を発症し、引退となった。

## 競走成績
以下の内容は、netkeiba.comに基づく。
| 競走日     | 競馬場     | 競走名         | 格       | 距離（馬場）  | 頭 数 | 枠 番 | 馬 番 | オッズ （人気） | 着順 | タイム （上り） | 着差  | 騎手        | 斤量 [kg] | 1着馬（2着馬）         | 馬体重 [kg] |
| ---------- | ---------- | -------------- | -------- | ------------- | ----- | ----- | ----- | --------------- | ---- | --------------- | ----- | ----------- | --------- | ---------------------- | ----------- |
| 1990.12.08 | 中山       | 3歳新馬        |          | ダ1200m（良） | 15    | 5     | 8     | 004.00（2人）   | 01着 | R1:13.2（37.9） | -0.5  | 0柴田善臣   | 54        | （ミスババロア）       | 454         |
| 1991.01.05 | 中山       | 4歳500万下     |          | ダ1800m（良） | 7     | 3     | 3     | 001.90（1人）   | 03着 | R1:56.4（39.5） | -1.2  | 0柴田善臣   | 55        | コバノサンデー         | 456         |
| 0000.03.02 | 中山       | 4歳500万下     |          | ダ1800m（良） | 9     | 7     | 7     | 006.40（4人）   | 02着 | R1:53.2（38.4） | -0.2  | 0柴田善臣   | 55        | ロバートタイガー       | 464         |
| 0000.03.17 | 中山       | 4歳500万下     |          | ダ1800m（重） | 10    | 5     | 5     | 001.30（1人）   | 01着 | R1:52.2（38.2） | -0.1  | 0柴田善臣   | 55        | （シンボリプレジール） | 458         |
| 0000.04.27 | 東京       | 青葉賞         | OP       | 芝2400m（良） | 17    | 2     | 4     | 019.00（9人）   | 07着 | R2:28.6（36.2） | -1.0  | 0大塚栄三郎 | 56        | レオダーバン           | 458         |
| 0000.05.26 | 東京       | 駒草賞         | 900万下  | 芝2000m（良） | 18    | 8     | 18    | 016.90（8人）   | 14着 | R2:04.1（38.6） | -2.5  | 0大塚栄三郎 | 55        | ストロングカイザー     | 456         |
| 0000.09.29 | 中山       | 茨城新聞杯     | 900万下  | 芝1600m（良） | 11    | 4     | 4     | 008.20（4人）   | 05着 | R1:36.1（36.3） | -0.8  | 0柴田善臣   | 55        | メグロクラマ           | 450         |
| 0000.10.12 | 東京       | 六社特別       | 900万下  | 芝1800m（不） | 6     | 1     | 1     | 005.80（3人）   | 03着 | R1:51.7（37.4） | -0.9  | 0柴田善臣   | 55        | タモンテン             | 454         |
| 0000.11.10 | 京都       | 八瀬特別       | 900万下  | 芝2400m（良） | 10    | 7     | 7     | 013.90（7人）   | 10着 | R2:32.8（50.4） | -2.0  | 0柴田政人   | 55        | ドクターシャトル       | 454         |
| 0000.11.23 | 東京       | 4歳上900万下   |          | ダ2100m（良） | 16    | 7     | 14    | 008.80（5人）   | 01着 | R2:09.7（37.0） | -1.0  | 0蛯名正義   | 55        | （ヒデノグラス）       | 464         |
| 0000.12.15 | 中京       | ウインターS    | GIII     | ダ2300m（良） | 12    | 7     | 9     | 005.50（2人）   | 03着 | R2:25.0（37.4） | -0.5  | 0蛯名正義   | 53        | ナリタハヤブサ         | 460         |
| 1992.02.08 | 東京       | 金蹄S          | 1500万下 | ダ2100m（良） | 16    | 1     | 2     | 001.80（1人）   | 01着 | R2:10.2（36.7） | -0.1  | 0蛯名正義   | 56        | （ビーチハウス）       | 466         |
| 0000.02.22 | 東京       | フェブラリーH  | GIII     | ダ1600m（良） | 16    | 2     | 3     | 017.9（10人）   | 01着 | R1:35.4（36.4） | -0.1  | 0蛯名正義   | 55        | （マンジュデンカブト） | 470         |
| 0000.03.21 | 中山       | 京葉S          | OP       | ダ1800m（不） | 12    | 8     | 12    | 002.00（1人）   | 01着 | R1:51.0（37.5） | -0.3  | 0蛯名正義   | 56        | （ベンケイ）           | 468         |
| 0000.04.15 | 大井       | 帝王賞         | 重賞     | ダ2000m（稍） | 16    | 1     | 1     | 00 - 00（3人）  | 01着 | R2:06.60000000  | -同着 | 0蛯名正義   | 56        | （ナリタハヤブサ）     | 462         |
| 0000.08.01 | 札幌       | タイムス杯     | OP       | ダ1700m（良） | 12    | 8     | 11    | 002.90（1人）   | 03着 | R1:45.0（38.7） | -0.3  | 0蛯名正義   | 59        | マンジュデンカブト     | 470         |
| 0000.08.27 | 札幌（地） | ブリーダーズGC | 重賞     | ダ2400m（良） | 10    | 3     | 3     | 00 - 00（1人）  | 03着 | R2:32.60000000  | -0.5  | 0蛯名正義   | 56        | マンジュデンカブト     | 467         |

## 引退後
引退後はレックススタッドで種牡馬となる。数少ない産駒から中央では4頭が勝ち上がった。2005年にレックススタッドを退厩。新冠町内の個人牧場で種牡馬として供用された後、種牡馬を引退。その後は大原ファームで引退名馬として繋養を始め、長く功労馬として生活していたが、2018年6月18日に死亡。30歳没。

## 血統表
| ラシアンゴールドの血統                         | ラシアンゴールドの血統             | ラシアンゴールドの血統       | （血統表の出典）             | （血統表の出典） |
| 父系                                           | ニジンスキー系                     | ニジンスキー系               | ニジンスキー系               | [ § 2 ]          |
| 父 *ラシアンルーブル Russian Roubles 1980 鹿毛 | 父の父Nijinsky 1967 鹿毛           | Northern Dancer              | Nearctic                     | Nearctic         |
| 父 *ラシアンルーブル Russian Roubles 1980 鹿毛 | 父の父Nijinsky 1967 鹿毛           | Northern Dancer              | Natalma                      |                  |
| 父 *ラシアンルーブル Russian Roubles 1980 鹿毛 | 父の父Nijinsky 1967 鹿毛           | Flaming Page                 | Bull Page                    | Bull Page        |
| 父 *ラシアンルーブル Russian Roubles 1980 鹿毛 | 父の父Nijinsky 1967 鹿毛           | Flaming Page                 | Flaring Top                  |                  |
| 父 *ラシアンルーブル Russian Roubles 1980 鹿毛 | 父の母Squander 1974 鹿毛           | Buckpasser                   | Tom Fool                     | Tom Fool         |
| 父 *ラシアンルーブル Russian Roubles 1980 鹿毛 | 父の母Squander 1974 鹿毛           | Buckpasser                   | Busanda                      |                  |
| 父 *ラシアンルーブル Russian Roubles 1980 鹿毛 | 父の母Squander 1974 鹿毛           | Discipline                   | Princequillo                 | Princequillo     |
| 父 *ラシアンルーブル Russian Roubles 1980 鹿毛 | 父の母Squander 1974 鹿毛           | Discipline                   | Lady Be Good                 |                  |
| 母 サリーベル 1980 栗毛                        | 母の父*グッドリー Goodly 1966 鹿毛 | *スノッブ                    | Mourne                       | Mourne           |
| 母 サリーベル 1980 栗毛                        | 母の父*グッドリー Goodly 1966 鹿毛 | *スノッブ                    | Senones                      |                  |
| 母 サリーベル 1980 栗毛                        | 母の父*グッドリー Goodly 1966 鹿毛 | *アリゼッタ                  | Alizier                      | Alizier          |
| 母 サリーベル 1980 栗毛                        | 母の父*グッドリー Goodly 1966 鹿毛 | *アリゼッタ                  | Bella Zetta                  |                  |
| 母 サリーベル 1980 栗毛                        | 母の母メジロトヤマ 1971 鹿毛       | *フィダルゴ                  | Arctic Star                  | Arctic Star      |
| 母 サリーベル 1980 栗毛                        | 母の母メジロトヤマ 1971 鹿毛       | *フィダルゴ                  | Miss France                  |                  |
| 母 サリーベル 1980 栗毛                        | 母の母メジロトヤマ 1971 鹿毛       | アサマユリ                   | ボストニアン                 | ボストニアン     |
| 母 サリーベル 1980 栗毛                        | 母の母メジロトヤマ 1971 鹿毛       | アサマユリ                   | トモエ                       |                  |
| 母系(F-No.)                                    | アサマユリ系(FN:7-c)               | アサマユリ系(FN:7-c)         | アサマユリ系(FN:7-c)         | [ § 3 ]          |
| 5代内の近親交配                                | Nearco5×5、Menow5・5（父内）       | Nearco5×5、Menow5・5（父内） | Nearco5×5、Menow5・5（父内） | [ § 4 ]          |
| 出典                                           | 1. 2. 3. 4.                        | 1. 2. 3. 4.                  | 1. 2. 3. 4.                  | 1. 2. 3. 4.      |

- 半弟に2002年川崎記念、2001年ダイオライト記念、2003年名古屋グランプリの優勝馬リージェントブラフ。母系はメジロマックイーンやショウナンカンプなどと同じくするアサマユリの系統[要出典]。さらに遡ると、小岩井農場の名牝アストニシメントにたどり着く。